# Emma Hamilton (actrice)
Pour les articles homonymes, voir Emma Hamilton (homonymie) et Hamilton.
Emma Hamilton, née en 1984 à Melbourne dans l'État de Victoria, est une actrice australienne.

## Biographie
Emma a étudié à la Royal Academy of Dramatic Art (RADA, Académie royale d'art dramatique) de Londres.
Elle joue le rôle de la duchesse de Somerset, Anne Stanhope, dans la série Les Tudors.

## Filmographie
- 2009-2010 : Les Tudors : Anne Stanhope (15 épisodes)
- 2009 : Into the Storm (TV) : Betty
- 2007 : Friends Forever : une fille
- 2012 : Sans issue (The Cold Light of Day) de Mabrouk El Mechri : Dara
- 2021 : Les Nouvelles Enquêtes de Miss Fisher (Ms Fisher's Modern Murder Mysteries) : Sally Whedon (saison 2, épisodes 3 à 8)